# David Otero Martín
David Otero Martín (Madrid, 17 d'abril de 1980) fou un guitarrista del grup musical El Canto del Loco, i des de la separació del grup se'l coneix com el Pescao. En David és el cosí del vocalista del grup, en Dani Martín. De jove va viure a la zona madrilenya d'Arturo Soria. Va estudiar dret i Gestió Aeronàutica durant un temps, però ho va deixar per dedicar-se a la música. La seva afició per la guitarra prové de la rivalitat amb el seu germà, que sempre presumia de fer les coses millor que ell. Així que en David va decidir que amb la guitarra el seu germà mai el superaria. Es considera un autodidacte respecte l'aprenentatge a l'hora de tocar, ja que diu que és la millor forma de no dependre d'un professor. Va començar a tocar la guitarra elèctrica del seu veí. En aquell moment es va adonar de la seva afició per la música. En David aprenia observant a la gent que tocava a un parc del seu barri. Les seves primers influències musicals van ser: Green Day, Nirvana i Metallica. En David no només és el guitarrista del grup, sinó que també compon algunes de les cançons ja sigui fent la música o la lletra. A cada disc de El Canto del Loco podem trobar una cançó cantada pel David com per exemple: El agricultor, Super Heroe, Otra vez, El pescao o Todo lo hago mal. El 7 de setembre de 2010 David Otero llançà el seu primer àlbum en solitari anomenat Nada-Lógico amb el nom artístic de El Pescao, amb 20 mil còpies venudes a Espanya.

## Discografia
Amb El Canto del Loco
- El Canto del Loco
- A Contracorriente
- Estados de Ánimo
- Zapatillas
- Hombres G El Canto del Loco estadio Vicente Calderón 6 de julio 2005
- Pequeños Grandes Directos
- ECDL Episodio 1
- Arriba el telón
- Personas
- De personas a personas
- Por mí y por todos mis compañeros...
- Radio la colifata presenta:El Canto del Loco

En solitari com "El Pescao"
- Nada-Lógico (2010)
- Un viaje nada-lógico (reedició) (2011)
- ¡Ciao Pescao! (EP) (2012)
- Ultramar (2014)

## Filmografia
- El Canto del Loco: Personas (La película) (2009): ell mateix.